# Daubrée (cráter)

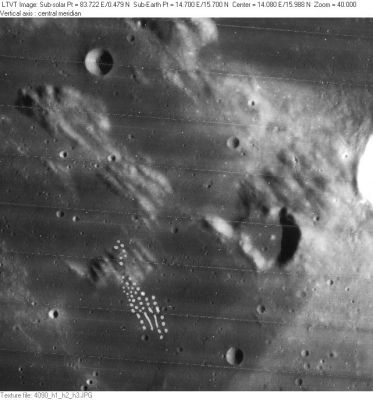
Fotografía de la misión Lunar Orbiter 4

Daubrée es un cráter de impacto lunar que se encuentra al suroeste del Mare Serenitatis, justo al oeste-suroeste del cráter Menelaus, próximo al dominio de los Montes Haemus. El pequeño mar lunar Lacus Hiemalis aparece en el borde suroeste de Daubrée.
Se trata de un cráter en forma de herradura, con el borde abierto hacia el noroeste. El interior ha sido inundado por lava basáltica, dejando una plataforma nivelada sin rasgos en la superficie. El brocal tiene un corte rasante al extremo sur, y el borde oriental se une a las crestas bajas pertenecientes a los Montes Haemus.
Este cráter fue designado previamente Menelao S antes de ser renombrado por la UAI.
|  |